# Tomoe-nage

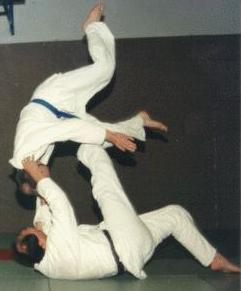
Tomoe nage.

Tomoe-nage è la tecnica numero 23 del Gokyo del Judo e una fra le più conosciute poiché grazie all'elevato tasso di spettacolarità è spesso utilizzata in film di combattimento. Presa ad esempio da numerosi maestri, è fra i classici colpi del Judo poiché il principio dello sfruttamento dello sforzo di spinta di Uke a cui viene aggiunta la trazione di Tori prevale sulla spinta stessa. Grazie a questo principio è una delle tecniche più utilizzate in combattimento (soprattutto nella variante Yoko-Tomoe-Nage) in particolare da judoka di piccola taglia. L'etimologia esatta della parola è “vortice”, ma durante lo studio della tecnica, per la comprensione della stessa, il nome viene tradotto con “proiezione circolare” o “proiezione all'addome”.

## Esecuzione
Uke è squilibrato in avanti e Tori sfrutta l'occasione piazzando il piede sinistro fra i piedi dell'avversario. Colui che attacca flette la gamba e tira fortemente a sé Uke con le braccia. La fase di proiezione inizia con una caduta volontaria sul dorso di Tori che posiziona il piede destro contro l'addome di Uke. I glutei sono il più possibile vicini al tallone sinistro. Creando un movimento circolare, dal momento che Uke passa sopra la testa di Tori, viene distesa completamente la gamba destra e avviene la proiezione.

## Varianti, successioni e contraccolpi
Non inserita nel Gokyo, la variante più conosciuta e utilizzata è la versione Yoko (di lato). Altra possibile variante è quella con i due piedi all'addome di Uke. Dal momento che Tori esegue la tecnica portando le spalle a terra, in caso di fallimento, si troverà in una posizione di netta inferiorità e l'unica eventuale successione possibile sarà rappresentata dal solo Sumi-gaeshi. In fase di preparazione Uke può contrattaccare con l'Ouchi-gari o il Kouchi-gari cercando di sfruttare il fatto che l'avversario posiziona il peso sulla sola gamba sinistra.